# Anne Kleisen
Anne Kleisen (1979) is een Nederlands journaliste die zeven jaar werkzaam was als hoofdredacteur van de Boeddhistische Omroep Stichting. Ze was hoofdredacteur van de jongerenwebsite Bodhitv en schrijfster van het boek 'Ja, ik zit!'. In dit boek worden verschillende jonge boeddhisten geïnterviewd. 

## Werken
- Documentaire: Spelen met verlichting (2010)
- Documentaire: Leven van de wind (2010)
- Boek: Ja, ik zit! (2010)